# 宫间绫
宫间绫（日语：／ Miyama Aya，1985年1月28日—），出生于千叶县大網白里市，日本女足运动员，身高157公分，体重49公斤。现效力于冈山汤乡Belle俱乐部，也是日本国家女子足球队成员。
小学校1年，在父亲的影响下开始接触足球运动，1999年进入东京日视1969女足 (之前称之为NTV FC)，在球队中并没有太多的表现机会而在大学二年级时离队，在大学期间宫间一直和男足运动员同场训练，后来被女足教练本田美登里相中，2001年加盟冈山汤乡Belle，虽然球队最后降级，但她逐渐成为球队的主力球员。
在2007年女子世界杯足球赛小组赛和英格兰女足的比赛中，宫间绫任意球梅开二度2-2逼和对手，其中第二个是90分钟的压哨任意球破门。

## 联赛成绩
| 年份   | 球队             | 联赛         | 背号 | 司职 | 出场 | 进球 |
| ------ | ---------------- | ------------ | ---- | ---- | ---- | ---- |
| 1999年 | NTV FC           | 日本甲级联赛 | ?    | ?    | 0    | 0    |
| 2000年 | 东京日视1969女足 | 日本甲级联赛 | 19   | 中场 | 6    | 2    |
| 2001年 | 冈山汤乡Belle    | ※            | ?    | ?    | ?    | ?    |
| 2002年 | 冈山汤乡Belle    | ※            | ?    | ?    | ?    | ?    |
| 2003年 | 冈山汤乡Belle    | 日本甲级联赛 | 9    | 中场 | 16   | 13   |
| 2004年 | 冈山汤乡Belle    | 日本乙级联赛 | 10   | 中场 | 14   | 17   |
| 2005年 | 冈山汤乡Belle    | 日本甲级联赛 | 10   | 中场 | 21   | 8    |
| 2006年 | 冈山汤乡Belle    | 日本甲级联赛 | 10   | 中场 | 17   | 6    |
| 2007年 | 冈山汤乡Belle    | 日本甲级联赛 | 10   | 中场 | -    | -    |

※2001年和2002年是地域联赛所属

## 国家队经历
- 出场39次进球11个（2007年4月16日至今）
- 2003年 2003年女子世界杯足球赛
- 2004年 U-19锦标赛
- 2007年 2007年女子世界杯足球赛
- 2011年 2011年女子世界盃足球賽